# Cyril Lomax
Generalmajor Cyril Ernest Napier Lomax (* 28. Juni 1893 in Kings Norton, Worcestershire; † 30. August 1973) war ein Offizier der British Army sowohl während des Ersten Weltkrieges als auch während des Zweiten Weltkrieges. Während des Zweiten Weltkrieges kommandierte er die 16. Britische Infanteriebrigade während des Afrikafeldzuges und im Mittleren Osten. Später war er während des Burmafeldzuges Kommandant der 26. Indischen Infanteriedivision, wobei er einen positiven Eindruck bei Feldmarschall Sir William Slim hinterließ.

## Jugend und Erster Weltkrieg
Cyril Lomax wurde am 28. Juni 1893 in Kings Norton, Worcestershire geboren und besuchte das Marlborough College. Er absolvierte das Royal Military College Sandhurst und trat im September 1912 als 'Second Lieutenant' (ein Rang unterhalb des Leutnants) in das 'Welch Regiment' ein. Das 'Welch Regiment', eine archaische Schreibweise von 'Welsh', war ein Traditionsregiment aus Wales. Er begann seinen Dienst in Bordon, Hampshire, im 2. Bataillon des Regimentes, das zur 3. Britischen Infanteriebrigade gehörte, die wiederum zur 1. Britischen Division gehörte.
Kurz nach Beginn des Ersten Weltkriegs wurde die 1. Division nach Frankreich gebracht und sie ging am 14. August 1914 in Le Havre an Land. Lomax wurde am 1. November 1914 zum Leutnant befördert. Er diente bis Mitte 1916 in diesem Bataillon und nahm an den Schlachten bei Mons, an der Marne 1914, an der Aisne 1914, an der Ersten Flandernschlacht, an der Lorettoschlacht, der Zweiten Flandernschlacht, bei Loos und den ersten Monaten der Schlacht an der Somme teil.
Im August 1916, inzwischen hatte Lomax das Military Cross verliehen bekommen, wurde er stellvertretender Kommandant des 20. Bataillons im Manchester Regiment, einer Einheit in Kitcheners Armee mit dem Rang eines kommissarischen Majors. Im Juni 1917 wurde er zum kommissarischen Oberstleutnant befördert, um das Bataillon zu befehligen. Er wurde während des Krieges insgesamt fünf Mal 'Mentioned in Despatches' (freie Übersetzung engl.: „Erwähnt im (Kriegs)-Bericht“).

## Zwischen den Kriegen
Während seiner Zeit im 21. Bataillon wurde Lomax der Orden Distinguished Service Order verliehen. Lomax verließ das 21. Bataillon des Manchester-Regiments im Juni 1919 und kehrte vom vorübergehenden Rang eines Oberstleutnants in seinen eigentlichen Rang eines Hauptmanns zurück. Im Dezember 1919 wurde er zum Adjutanten des 3. Bataillons ernannt. Im April 1923 gab Lomax seine Ernennung zum Adjutanten des 3. Bataillons auf und kehrte zu seinem Regiment zurück. Im März 1924 wurde er dann innerhalb seines Regimentes zum Adjutanten des 6. Bataillons ernannt. Diesen Posten gab er im März 1928 auf.
Im November 1932 wurde Lomax zum Major befördert und im Januar 1935 wurde er Brevet-Oberstleutnant. Im November 1936 wurde er zum Oberstleutnant befördert und erhielt das Kommando über das 2. Bataillon des Welch Regimentes in Indien. Von März bis Oktober 1938 befehligte Lomax auch das Delhi Independent Brigade Areal mit dem örtlichen Rang eines Brigadiers. Im Juli 1939 wurde er zum Oberst befördert, erhielt das Kommando über die 16. Infanterie-Brigade und übernahm die Nachfolge des Brigadiers John Fullerton Evetts in Palestina in der Endphase des Arabischen Aufstandes in Palästina 1936–1939 mit dem temporären Rang eines Brigadiers.

## Zweiter Weltkrieg
Im September 1940 wurde Lomax’ Brigade nach Ägypten verlegt, um die britischen Streitkräfte in Nordafrika wegen der Italienischen Invasion Ägyptens zu verstärken. Für die Operation Compass wurde die Brigade der 4. Indischen Infanteriedivision zugeteilt. Sie griffen erfolgreich italienische Positionen bei Sidi Barrani an. Mitte Dezember wurde die 4. Indische Division nach Ostafrika geschickt und die 16. Brigade blieb in der folgenden Zeit meist in Reserve, bis sie Mitte Februar nach Ägypten zurückgezogen wurde, um sich der 6. Infanteriedivision anzuschließen. Für seine Dienste zwischen Dezember 1940 und Februar 1941 wurde Lomax zum Commander of the Order of the British Empire. Die 16. Brigade wurde Mitte Juni 1941 als Verstärkung für die gegen die vom französischen Vichy-Regime kontrollierten Länder Syrien und Libanon vorrückenden Streitkräfte zugewiesen. Am 11. Juli kapitulierten die Streitkräfte der Vichy-Regierung. Für seine Verdienste zwischen Februar und Juli 1941 bekam Lomax die zweite Spange für sein DSO.
Im September wurde die 70. Infanteriedivision (die umbenannte 6. Division) nach Tobruk verschifft, um die belagerte 9. australische Division zu ersetzen. Während der Operation Crusader waren die Bataillone der Brigade am Ausbruch aus Tobruk, um die Verbindung mit der neuseeländischen Division in der Nacht des 26. November zu erreichen, beteiligt. Eine dauerhafter Entsatz Tobruks gelang jedoch erst eine Woche später.
Im Februar 1942 wurde die 70. Division nach Indien beordert. Die 16. Brigade machte sich im März auf den Weg, aber nach dem Fall Singapurs wurde der wichtigste verbliebene Stützpunkt der Royal Navy im Osten, Trincomalee auf Ceylon, von japanischen Streitkräften bedroht und die Brigade wurde nach Ceylon umgeleitet, wo es der 34. indischen Infanteriedivision zugeteilt wurde. Im Juni 1942 wurde Lomax der Festungskommandant und im Juli wurde ihm der Rang eines Generalmajors gegeben.
Im März 1943 übernahm Lomax die 26. Indische Infanteriedivision in Indien und wurde sofort nach Arakan beordert, um Generalmajor Wilfrid Lewis Lloyd abzulösen, der nach Meinung des Armeebefehlshabers Noel Irwin bei dem Feldzug versagt hatte, weil der sich nach einem erfolgversprechenden Beginn ins Gegenteil verkehrte und Lloyd immer mehr Verstärkungen benötigte, bis er 9 Brigaden befehligte, zu viel, nach Meinung Irwins, um noch effektiv kontrolliert werden zu können. Irwin setzte dann das XV. Indische Korps unter William Slim zur Unterstützung ein. Nach schweren Kämpfen waren die britischen Truppen wieder an ihren Ausgangspunkten aus dem vergangenen Dezember, aber zumindest hatte die Front sich stabilisiert.
Später schrieb Slim über Lomax:

„Noch nie war ein Divisionskommandeur unmittelbar nach der Übernahme einer fremden Formation in einem neuen Krieg mit einer verzweifelteren Situation konfrontiert worden. Ich war voller Bewunderung für die Art und Weise, wie er sich durchgesetzt hat. Wohin er auch ging, erweckte er durch seine Beständigkeit, Entschlossenheit und offensichtliche Kompetenz Vertrauen.“

Im Oktober 1943 wurde Slim der Kommandeur der 14. Armee und Lomax verbrachte einen Monat als amtierender Generalleutnant und leitete das XV. Korps, bis der neue Kommandeur eintraf, Philip Christison. Als die japanischen Streitkräfte ihre Operation Ha-gō im Februar 1944 begannen, hatte das XV. Indische Korps die 5. und 7. Indische Infanteriedivision an der Front und die britische 36. Infanteriedivision sowie Lomax’ 26. Indische Infanteriedivision in Reserve. Die japanische Taktik war, Infiltration in den Rücken der vorderen Divisionen um dann die Versorgung zu unterbrechen und die Kapitulation zu erzwingen. Der Kommandeur Slim hatte das erwartet und befohlen, dass die vorderen Divisionen ihre Stellungen halten sollten und aus der Luft versorgt wurden, während die Reservedivisionen ihnen den Rücken freihalten sollten. Bis Mitte März hatte sich die 26. indische Division, die für die östliche Hälfte der Front verantwortlich war, mit der 7. indischen Division zusammengeschlossen. Die heftigen Kämpfe gingen weiter, während das XV. Korps versuchte, die wichtige Straße von Maundaw nach Buthidaung einzunehmen. Am 5. Mai 1944 eroberte die 26. Division unter Lomax die Höhe 551, den Schlüsselhügel, und besiegelte damit den britischen Erfolg. Lomax‘ Rang als Generalmajor wurde im Dezember 1944 in Kraft gesetzt.
Im Januar 1945 bekam Lomax den Auftrag die Insel Ramree einzunehmen. Nachdem zwei Brigaden am 21. und 22. Januar 1945 am nördlichen Ende der Insel gelandet waren, und sie sich bis zum 9. Februar zur Stadt Ramree durchgekämpft hatten, endete der japanische Widerstand am 17. Februar.
Nachdem er zwei Jahre lang seine Division geführt hatte, wurde Lomax am 20. Mai 1945 Oberbefehlshaber der 54. Infanteriedivision in der Region East Anglia und hatte bis zum Kriegsende keine Kampfeinsätze mehr.

## Nachkriegszeit
Seine letzte Aufgabe war die des Präsidenten des No.1 Commissions Board, die Ernennung gab er im August 1949 auf und schied im Folgemonat aus der Armee aus. Zusammen mit John de Courcy verfasste Lomax eine Geschichte des Welch Regiments für die Jahre 1919–1951, die 1952 veröffentlicht wurde.